# مجتبی روشنگر
مجتبی روشنگر (زاده ۹ آبان ۱۳۶۰ - شهرستان رودان) دروازه‌بان سابق فوتبال اهل ایران است.
وی سابقه بازی در تیم‌های شاهین بوشهر، آلومینیوم هرمزگان، پدیده مشهد، نساجی مازندران و فولاد هرمزگان را دارد.

## رکوردها و افتخارات
- رکورد دار مهار پنالتی در لیگ برتر خلیج فارس
- نائب قهرمانی در لیگ آزادگان به همراه نساجی مازندران